# Kraljevstvo Laos
Kraljevstvo Laos je bivše kraljevstvo, koje postojalo između 1949. i 1975. godine.
Od 1707., današnje područje Laosa podijeljeno je na tri zasebna kraljevstva: Kraljevstvo Vientiane, Kraljevstvo Luang Prabang i Kraljevstvo Čampasak. Do sredine 19. stoljeća ovim podučjem dominira Tajland. Godine 1893. nastao je francuski protektorat kao dio francuske kolonije Indokine. Tijekom Drugog svjetskog rata, Laos su okupirali Japanci.
Godine 1945., proglašena je neovisnost Laosa, ali godinu dana kasnije ponovno se vratila francuska kolonijalna vlast. Godine 1949., konačno je Laos stekao neovisnost unutar Francuske unije. Godine 1953., stekao je punu neovisnost. Laos je teško stradao u Građanskom ratu i dijelom u Vijetnamskom ratu. Građanski rat je završio 1973.
Godine 1975., dogodio se nasilni komunistički prevrat i komunističko preuzimanje vlasti. Kralj je bio prisiljen abdicirati, a time je prestalo postojati i Kraljevstvo Laos i proglašena je socijalistička republika Narodna Demokratska Republika Laos. Zemljom dominira komunistički pokret Pathet Lao sve do danas.
Oko 30,000 do 40,000 članova vlade bivšeg kraljevstva i građana, prisilno su odvedeni u centre za preodgoj u zabačenim dijelovima Laosa.